# Panthers du Michigan (2022)
Ne doit pas être confondu avec Panthers du Michigan (1983).
Stade
Maillots
Saison en cours
Les Panthers du Michigan (en anglais : Michigan Panthers) sont une équipe professionnelle américaine de football américain basée à Détroit dans le Michigan.
Fondée en 2021, elle joue dans la division Nord de l'United States Football League lors des saisons 2022 et 2023.
En 2024, elle intègre la conférence USFL de la United Football League, nouvelle ligue mineure de printemps en football américain.
Les propriétaires des équipes de cette ligue sont la Fox Corporation (50%), Dany Garcia, Dwayne Johnson et la RedBird Capital Partners, la gestion revenant à la société Alpha Acquico de Dwayne Johnson et à la Fox Corporation.
L'équipe joue ses matchs au Ford Field de Détroit où jouent également la franchise des Lions de la National Football League (NFL).

## Histoire
Le 22 novembre 2021, à l'occasion du show The Herd with Colin Cowherd (en) sur la Fox Sports 1, le présentateur annonce officiellement que les Panthers de Michigan seront une des huit franchises à prendre part à la nouvelle compétition de l'USFL. Le 27 janvier 2022, lors du même show, il est révélé que le directeur général et l'entraîneur principal des Panthers sera Jeff Fisher, ancien entraîneur en NFL.
Les Panthers sélectionnent le quarterback Shea Patterson lors du premier choix de la draft 2022 de l'USFL. Ils perdent leurs deux premiers matchs de 2022 joués contre les Gamblers de Houston et les Generals de New Jersey,. Le 1er mai 2022, l'équipe remporte son premier match 24 à 0 contre les Maulers de Pittsburgh au Protective Stadium. Les défaites s'enchainent ensuite, Michigan ne remportant plus qu'un seul match 33 à 21 à nouveau contre Pittsburgh leur assurant ainsi le gain du premier choix de la draft 2023.
En octobre 2022, la franchise engage Steve Kazor en tant que directeur général. Alors que l'ensemble des rencontres de la saison régulière 2022 ont eu lieu à Birmingham en Alabama, les franchises peuvent jouer leurs matchs à domicile dans le stade de leur choix dès la saison 2023. Les panthers choisissent ainsi le Ford Field. Le 3 février 2023, l'USFL annonce que Fisher est remplacé par Mike Nolan pour le poste d'entraîneur principal et ce pour « raisons personnelles ».
En septembre 2023, le site journalistique Axios relate que la XFL est en négociations avancées avec l'USFL pour fusionner les deux ligues avant le début de leurs saisons 2024 respectives, ce qui est confirmé par ces deux ligues le 28 septembre 2023, tout en précisant que les détails autour de la fusion seront dévoilés plus tard. En octobre 2023, la XFL enregistre officiellement la marque déposée  « United Football League » et le 30 novembre 2023, Dany Garcia (actionnaire majoritaire de la XFL) annonce sur sa page Instagram que les ligues ont reçus les autorisations nécessaires à la fusion et que les plans pour une "saison combinée" débutant le 30 mars 2024 sont en train d'être finalisés.
La fusion est annoncée officiellement sur la chaîne Fox le 31 décembre 2023, les huit équipes composant la nouvelle ligue étant annoncées le lendemain, transformant les deux ligues en conférences distinctes.
Les Panthers sont une des quatre équipes de l'USFL à participer à la première saison de l'UFL.

## Saison par saison
| Saison         | Ligue          | Entraîneur      | Saison régulière | Saison régulière | Saison régulière | Saison régulière | Saison régulière | Saison régulière | Saison régulière | Saison régulière                               | Phase finale                                                             |
| -------------- | -------------- | --------------- | ---------------- | ---------------- | ---------------- | ---------------- | ---------------- | ---------------- | ---------------- | ---------------------------------------------- | ------------------------------------------------------------------------ |
| Saison         | Ligue          | Entraîneur      | Nb               | V                | D                | N                | %                | +                | -                | Classement                                     | Phase finale                                                             |
| 2022           | USFL           | Jeff Fisher     | 10               | 2                | 8                | 0                | 80,0             | 211              | 236              | 3e division Nord                               | Non qualifié                                                             |
| 2023           | USFL           | Mike Nolan (en) | 10               | 4                | 6                | 0                | 60,0             | 171              | 215              | 2e division Nord                               | Défaite 27PR31 en finale de division contre les Maulers de Pittsburgh    |
| 2024           | UFL            | Mike Nolan (en) | 10               | 7                | 3                | 0                | 70,0             | 228              | 189              | 2e conférence USFL                             | Défaite 18-31 en finale de conférence contre les Stallions de Birmingham |
| Totaux         | Totaux         | Totaux          | 30               | 13               | 17               | 0                | 70,0             | 610              | 640              | 0 titre, 2 matchs de phase finale (2 défaites) | 0 titre, 2 matchs de phase finale (2 défaites)                           |
| Totaux en UFL  | Totaux en UFL  | Totaux en UFL   | 10               | 07               | 03               | 0                | 70,0             | 228              | 189              | 0 titre, 1 match de phase finale (1 défaite)   | 0 titre, 1 match de phase finale (1 défaite)                             |
| Totaux en USFL | Totaux en USFL | Totaux en USFL  | 20               | 06               | 14               | 0                | 70,0             | 382              | 451              | 0 titre, 1 match de phase finale (1 défaite)   | 0 titre, 1 match de phase finale (1 défaite)                             |

## Records de franchise
| Statistique                                                 | Joueur                          | Record          | Saison                  |
| ----------------------------------------------------------- | ------------------------------- | --------------- | ----------------------- |
| Yards gagnés à la passe                                     | Josh Love (en)                  | 1 630 yards     | 2022-2023               |
| TDs inscrits à la passe                                     | Josh Love (en)                  | 15              | 2022-2023               |
| Yards gagnés à la course                                    | Reggie Corbin (en)              | 809 yards       | 2022-2023               |
| TDs inscrits à la course                                    | Wes Hills (en)                  | 5               | 2024                    |
| Yards gagnés en réceptions                                  | Trey Quinn (en)                 | 731 yards       | 2022-2023               |
| TDs inscrits en réceptions                                  | Cole Hikutini (en)              | 6               | depuis 2023             |
| Nombre de réceptions                                        | Joe Walker                      | 66              | 2022-2023               |
| Nombre de plaquages                                         | Frank Ginda (en)                | 230             | depuis 2022             |
| Nombre de sacks                                             | Breeland Speaks (en)            | 18 ½ sacks      | depuis 2023             |
| Nombre d'interceptions                                      | Frank Ginda (en) Kai Nacua (en) | 3 interceptions | depuis 2022 depuis 2023 |
| Bilan par entraîneur                                        | Mike Nolan (en)                 | 11/20 victoires | depuis 2023             |
| Note : Record au total des saisons jouées dans la franchise |                                 |                 |                         |